# Jeremiah Brown
Jeremiah Brown, född den 25 november 1985 i Hamilton, Ontario, är en kanadensisk roddare.
Han tog OS-silver i åtta med styrman i samband med de olympiska roddtävlingarna 2012 i London.